# Casomorphine

La casomorphine β-casomorphin 7 Bovine dispose de sept acides aminés dans sa séquence peptidique.

Les casomorphines sont des peptides provenant de la dégradation de la caséine du lait par des protéases. Tout comme la β-endorphine ou encore l'enképhaline, elles présentent des propriétés antinociceptives du fait d'une forte ressemblance de leur partie N-terminal avec celle de la morphine. 
La digestion libère ces peptides lors de la dégradation enzymatique du lait et contribue à expliquer les propriétés apaisantes de ce dernier.
L'alpha-casomorphine, issue de l'alpha-caséine S1 du lait bovin, correspond à la séquence arg-tyr-leu-gly-tyr, c'est un pentapeptide.
Les bêta-casomorphines résultent d'une coupure au niveau de l'acide aminé 60 de la bêta caséine, elles ont de 4 à 7 acides aminés :
- casomorphine 1-4 : Tyr-pro-phe-pro ;
- casomorphine 1-5 : Tyr-pro-phe-pro-gly ;
- casomorphine 1-6 : Tyr-pro-phe-pro-gly-pro ;
- casomorphine 1-7 : Tyr-pro-phe-pro-gly-pro-leu.

La casomorphine 1-5 a une activité opioïde 22 fois inférieure à celle de la morphine, la casomorphine 1-7 est 250 fois moins active que la morphine.